# Sabrina Bertini
Sabrina Bertini (Pisa, 30 ottobre 1969) è un'ex pallavolista italiana.
Giocava nel ruolo di schiacciatrice.

## Carriera
La carriera di Sabrina Bertini comincia, dopo aver militato per alcune squadre a livello locale nella sua città natale, nella stagione 1987-88, con l'Olimpia Teodora di Ravenna, in Serie A1: con il club romagnolo resterà legata per ben nove anni, vincendo quattro scudetti consecutivi, una Coppa Italia, due Coppe dei Campioni e una Coppa del Mondo per club. Alla fine degli anni ottanta entra a far parte anche della nazionale italiana, con la quale raggiunge il massimo risultato nel 1989, con il bronzo conquistato al campionato europeo.
Nella stagione 1996-97 passa al Volley Bergamo, dove in due annate si aggiudica due campionati, due Coppe Italia, due Supercoppe italiane e una Coppa dei Campioni. Nella stagione 1998-99 viene ingaggiata dal Centro Ester Pallavolo di Napoli, dove in due anni di permanenza ottiene un'affermazione nella Coppa CEV 1998-99.
Nella stagione 2000-01 si trasferisce al Volley Modena, dove ottiene un nuovo successo nella massima competizione europea; la stagione successiva è al Team Volley Imola. Dopo un periodo d'inattività, nel gennaio 2004 viene ingaggiata dal Promo Firenze Sport per disputare la rimanente stagione in Serie A2. A seguito di nuovo periodo di inattività, torna sui campi da gioco per la stagione 2007-08, sempre in serie cadetta, con il Volleyball Santa Croce: alla fine del campionato si ritira dall'attività agonistica.

## Palmarès

### Club
- Campionato italiano: 6

1987-88, 1988-89, 1989-90, 1990-91, 1996-97, 1997-98
- Coppa Italia: 3

1990-91, 1996-97, 1997-98
- Supercoppa italiana: 2

1996, 1997
- Campionato mondiale per club: 1

1992
- Coppa dei Campioni/Champions League: 4

1987-88, 1991-92, 1996-97, 2000-01
- Coppa CEV: 1

1998-99